# Herb obwodu chmielnickiego

Herb obwodu chmielnickiego

Herb obwodu chmielnickiego przedstawia tarczę dwudzielną w słup na pola prawe błękitne i lewe czerwone. Pośrodku u góry na styku pól złote promieniste słońce z obliczem. Pod nim dwa złote kłosy zboża odchylone od siebie.
Herb przyjęty został 21 marca 2002 roku. Słońce nawiązuje do herbu Podola. Odchylone kłosy tworzą literę Х (w cyrylicy: ch), pierwszą literę nazwy obwodu.
Poprzedni herb sprzed 2002 roku przedstawiał na tarczy dwudzielnej w lewy skos w polu błękitnym złote promieniste słońce, a w polu czerwonym srebrny krzyż kawalerski.
Herb nawiązywał do herbu guberni podolskiej z 1856 roku.